# Ragertran (évêque d'Avranches)
Ragertran (Rahentrannus) est un évêque d'Avranches de la fin du VIIe siècle ou du début du VIIIe siècle.

## Biographie
Archidiacre de Rouen, préposé à l'abbaye de Jumièges, il est nommé évêque d’Avranches. Il le devient à la mort du maire du palais de Neustrie Ébroïn († 681-683) selon l'auteur de la Vie de Saint-Philibert. Mais les listes épiscopales le placent après Aubert d'Avranches († vers 708).